# Théodore Tronchin
 (avril 2020).
Pour les articles homonymes, voir Tronchin.
Théodore Tronchin, né le 24 mai ou le 24 juin 1709 à Genève et mort le 30 novembre 1781 à Paris, est un médecin genevois, très célèbre en son temps. Il est le promoteur de l'inoculation et collabore à l'Encyclopédie.

## Biographie
Sa famille descendait de Rémi Tronchin, officier au service d’Henri IV, issu d'une ancienne famille d’Arles, alliée aux premières maisons de Provence, dont une branche s’était réfugiée à Genève, à l’époque de la Saint-Barthélemy, et du filleul de Théodore de Bèze, le théologien Théodore Tronchin (1582-1657). Le père de Théodore Tronchin, Jean-Robert Tronchin (1670-1730), était l’un des plus riches banquiers de Lyon et de Genève où il était membre du Conseil des Deux-Cents. Sa mère, Angélique Calandrini (1692-1715), d'ascendance italienne, mourut jeune.
Comme bien d’autres, Tronchin avait été tout d’abord destiné à une carrière toute différente de celle qu’il devait illustrer plus tard : son père « austère et rigide » avait résolu d’en faire un ecclésiastique. Mais le jeune homme, tout en étant assez assidu à ses études, aimait passionnément certains divertissements bien peu compatibles avec l’étude de la théologie, même réformée ; il était même tellement porté à la danse, qu’il allait dans la nuit faire plusieurs lieues à pied, pour chercher des bals à l’insu de ses parents.
Après la ruine de son père due à la chute du système de Law, Tronchin fut envoyé dès l’âge de seize ans, en Angleterre, auprès de lord Bolingbroke son parent. Mais cet homme d’État se trouvait alors en disgrâce: il ne put rendre d’autre service au jeune Genevois, que de diriger ses études, et de lui procurer l’amitié de plusieurs savants et c’est en Angleterre, au cours de ses études d’humanités qu’il se décida à embrasser la carrière médicale. Il suivit les cours de l’université de Cambridge où il eut pour premier maître le fameux Dr Mead, médecin de Georges II. La lecture des ouvrages de Boerhaave lui inspira un si vif désir de l’entendre en personne, qu’il se rendit aussitôt à l’université de Leyde, où il se livra avec passion à l’étude de la médecine sous les auspices de cet homme illustre. Ayant su que son maître avait dit que les soins qu’il donnait à sa chevelure devaient lui faire perdre bien du temps, il coupa à l’instant ses cheveux, et parut le lendemain, dans cet état, aux leçons de Boerhaave, frappé d’étonnement à la vue d’un pareil sacrifice. À Leyde, il se lia avec Jaucourt, le futur encyclopédiste.
Après avoir reçu son doctorat en 1730, pour des travaux dans le domaine de ce que nous appellerions la gynécologie, Tronchin s’établit à Amsterdam, et fut nommé président du collège de médecine et inspecteur des hôpitaux. Il épousa une petite-fille du grand-pensionnaire Johan de Witt et le stathouder lui offrit la place de son premier médecin mais, ses compatriotes le réclamant, il revint, en 1750, à Genève où le Conseil d’État lui donna le titre de professeur honoraire de médecine.
Tronchin ne se crut pas dispensé néanmoins d’ouvrir un cours d’anatomie à l’Académie de médecine dont il est nommé professeur honoraire. Il s’y attachait principalement à combattre les préjugés dont la médecine était alors infectée, et à inspirer aux élèves une salutaire défiance des théories traditionnelles. Le grand service que Tronchin rendit à l’humanité, et que la découverte de la vaccine ne doit pas faire oublier, fut la pratique de l’inoculation. Propagandiste de l'inoculation contre la variole, tout comme Vieusseux, il a introduit la variolisation en France et fourni l’un des deux articles « inoculation » à l’Encyclopédie de Diderot et d'Alembert dans lequel il émet une critique véhémente des superstitions et de l’État qui paralyse toute évolution de la médecine et de la santé des sujets du roi. Après en avoir donné le salutaire exemple dans sa propre famille, il ne négligea rien pour la propager en France : « l’inoculation, disait-il, empruntant un aphorisme d'un autre de ses défenseurs, La Condamine, ne fait que millésimer l’espèce humaine, tandis que la petite vérole naturelle la décimait. »
Les souverains se disputèrent l’avantage de le posséder dans leurs États. L’impératrice Catherine lui fit des propositions pour l’attirer en Russie. En 1756, il fut appelé à Paris, pour inoculer les enfants du duc d’Orléans et, en 1765, le duc de Parme lui confia son fils Ferdinand. Ce prince voulut le retenir auprès de lui, et le fit admettre au rang des patriciens. Mais Tronchin préféra le séjour de sa patrie aux offres les plus brillantes.
Fixé à Genève, Tronchin s’y voyait consulté par l’Europe entière. Cependant le duc d’Orléans, par ses instances réitérées, parvint à lui faire accepter la place de son premier médecin. Ses manières nobles et gracieuses, son empressement à soulager tous les maux, ajoutèrent un sentiment d’affection à la haute estime que l’on ne pouvait refuser à ses rares talents. L’extrême variété de ses connaissances, et le charme de sa conversation, firent rechercher le docteur Tronchin, comme homme du monde, par ceux qui n’en avaient pas besoin comme médecin.
Il compta parmi ses amis et connaissances les hommes les plus illustres dans la philosophie et dans les lettres, tels que Voltaire, son compatriote Rousseau, Diderot, etc. Une amitié véritable le lia à Mme d'Epinay et à Grimm. Mme Necker ou Thomas l'appréciaient également. Voltaire, qu’il avait beaucoup contribué à fixer dans le voisinage de Genève et qu’il assista dans sa dernière maladie, a célébré ses talents en vers. Il a aussi beaucoup influencé le médecin Louis Odier, genevois comme lui.
Étranger à tout esprit de système, Tronchin s’efforçait constamment de propager une hygiène simple et naturelle. Les femmes et les enfants étaient l’objet de ses soins particuliers : chez les unes, il traita la maladie des vapeurs, alors à la mode, par le grand air, l’exercice et l’occupation ; il affranchit les autres, autant que possible, des ligatures qui déformaient leur taille et détruisaient leur santé. Constatant que rester assis de longues heures favorise les blocages et les irritations du côlon il recommande l’emploi d’un bureau où l’on écrit debout et la promenade. Il s’insurge contre la vie sédentaire, le sommeil trop prolongé, le port des perruques tout en proclamant les vertus de la marche et les bienfaits des séjours à la campagne. Les dames se soumettent bravement à ses préceptes et pratiquent avec sollicitude les exercices conseillés. Le monde de la mode s'en mêle. On assiste à la naissance des  « tronchines » (robes courtes et sans panier) alors que le mot « tronchiner » fait son apparition dans le langage courant. Il signifie: « faire à pied des promenades matinales hygiéniques, en souliers plats, une canne à la main, pour des raisons de santé. ».
Il fit disparaître la méthode absurde d’enfermer les malades dans une atmosphère empestée, en les privant de toute communication avec l’air extérieur. Il perfectionna les procédés de l’inoculation, en substituant les vésicatoires à l’incision, toujours un peu douloureuse, et surtout effrayante pour les enfants. Naturellement sensible et bienfaisant, il consacrait régulièrement deux heures par jour à recevoir les pauvres. Pendant ces consultations, il avait un sac d’argent près de lui, donnant à chaque malade de quoi se procurer les médicaments qu’il prescrivait. Un de ses amis lui recommandant un infirme hors d’état de payer ses soins : « J’aurais bien mauvaise idée de moi, dit-il, s’il fallait, à mon âge, m’avertir de faire mon devoir. » Ses libéralités étaient si nombreuses que, malgré le produit très considérable de l’exercice de son art, il ne laissa à ses enfants qu’une fortune médiocre.
Lorsque Tronchin mourut, dans sa soixante-treizième année, le médecin Lorry, qui assistait à ses derniers moments, s’écria avec douleur : « Ah ! si ce grand homme pouvait nous entendre, il se guérirait lui-même ! » Thomas a fait de Tronchin un touchant éloge dans une Lettre à Suzanne Necker (18 janvier 1782) : « il faisait, dit-il, le bien en silence, toujours utile, toujours calme, aussi indifférent à l’admiration qu’à l’envie, n’ayant pas plus le faste des paroles que celui des actions, ne confiant qu’à l’infortune le secret de ses vertus, et ne révélant au public son génie que par ses bienfaits ». Louis et Condorcet prononcèrent son Éloge, le premier à l’Académie de chirurgie, et le second à l’Académie des sciences.
Il était membre des principales académies de l’Europe.
Tronchin était trop occupé pour pouvoir laisser beaucoup d’écrits. Outre des articles de médecine, dans l’Encyclopédie, et une édition des Œuvres de Baillou avec une Préface, on n’a de lui que deux thèses : De nymphæ ; De clitoride, Leyde, 1736, in-4° et un petit traité : De cólica pictorum, Genève, 1757, in-8° (sur la "colique du Poitou"), qui fut vivement critiqué par Bouvart et enfin des Observations sur la cure d’une ophtalmie, et sur des hernies épiploïques internes, dans le tome V des Mémoires de l’académie de chirurgie. Senebier assure, dans son Histoire littéraire de Genève, III, in-4°) que Tronchin avait laissé, en manuscrit, un grand nombre d’ouvrages précieux sur presque toutes les parties de l’art de guérir ; mais on ignore ce qu’ils sont devenus. Le Recueil des consultations de cet habile praticien et une grande partie de sa correspondance sont conservés à Genève.

## Œuvres et publications
- (la) De Nympha, [Dissertatio medica inauguralis, Quam submittit Theodorus Tronchin, 1730], Lugduni Batavorum, Apud. Joh. Arnold. Langerak, 1730.
- (la) De Colica Pictonum, Genevae, apud fratres Cramer, 1757, in-8° , IV-184 p.
- Lettre de M. Tronchin, sa déclaration [du 15 mars] sur la maladie de Madame la Dauphine [signée : Labreuille, Tronchin] et procès-verbal de l'ouverture du corps de cette princesse, Avec des réflexions proposées à toutes les facultés de médecine du royaume, 1767, 1 pièce (23 p.) ; in-8°, lire en ligne sur Gallica.